# Паднал от Марс (сериал, САЩ)
„Паднал от Марс“ (на английски: Life on Mars) е американски криминален сериал, чието първо излъчване е по ABC от 9 октомври 2008 до 1 април 2009 г.
Адаптация е на оригиналния британски сериал със същото име, който е продуциран от BBC. Поредицата е за полицай от отдел „Убийства“ на Ню Йорк, който неясно как е транспортиран от 2008 в 1973 г.

## „Паднал от Марс“ в България
В България сериалът започна излъчване на 26 август 2010 г. по Fox Crime, всеки четвъртък от 21:10, а от 14 октомври се излъчва от 22:00. Последният епизод се излъчи на 16 декември. Дублажът е на студио Доли. Ролите се озвучават от артистите Адриана Андреева, Даринка Митова, Марин Янев, Иван Петков и Стефан Стефанов.